# Lophodermium schweinitzii
Lophodermium schweinitzii är en svampart som beskrevs av M. Wilson & N.F. Robertson 1947. Lophodermium schweinitzii ingår i släktet Lophodermium och familjen Rhytismataceae.   Inga underarter finns listade i Catalogue of Life.